# 恋の日記
「恋の日記」（原題： The Diary）は、ニール・セダカが1958年に発表した楽曲。

## 概要
作詞作曲はハワード・グリーンフィールドとニール・セダカ。本作品は元々はリトル・アンソニー&ジ・インペリアルズのために書かれた。アルドン・ミュージックのアル・ネヴィンスとドン・カーシュナーは、リトル・アンソニー&ジ・インペリアルズをエンド・レコードのプロデューサーのジョージ・ゴールドナーに紹介し、彼らのレコーディングがまずは行われた。しかし送られたデモ・テープの出来にがっかりしたセダカは自ら吹き込むことを決断する。
リトル・アンソニー&ジ・インペリアルズもセダカも共に1958年にシングルA面曲として発表した。セダカにとってはRCAビクターと契約後の最初のシングルとなった。
1959年2月7日付のビルボード・Hot 100で14位を記録した。

## カバー・バージョン
- ヤング101 - NHK総合テレビジョンの音楽番組『ステージ101』のアルバム『ロッカ・バラード・スペシャル』（1973年）に収録。片桐和子による日本語詞をメンバーの河内広明とザ・チャープスが歌唱。
- ハイ・ファイ・セット - 1977年のシングル。日本語詞は岩谷時子。
- 西城秀樹 - 1977年のアルバム『ロックンロール・ミュージック/ヒデキ』に収録。